# زیبایی (نقاشی)
زیبایی (روسی: Красавица) یک نقاشی رنگ روغن اثر هنرمند روسی بوریس کوستودیف است. اندازه این نقاشی ۱۴۱ در ۱۸۵ سانتی‌متر است و هم‌اکنون در نگارخانه ترتیاکوف قرار دارد. مدل این نقاشی بازیگر تئاتر هنری مسکو، فاینا شوچنکو، است.

## بازنمود
در این نقاشی یک زن برهنه و چاق به‌تصویر کشیده شده که روی تخت، در اتاقی با کاغذ دیواری گلدار نشسته است.